# برنامج الولايات المتحدة في القارة القطبية الجنوبية

برنامج الولايات المتحدة في أنتاركتيكا (أو  يوساب ؛ كانت تعرف سابقا باسم برنامج الولايات المتحدة لبحوث أنتاركتيكا أو USARP ودائرة الولايات المتحدة في أنتاركتيكا أو USAS) هي منظمة حكومية تابعة للولايات المتحدة لها وجود في قارة أنتاركتيكا تنسق البحث والدعم التشغيلي للبحث في المنطقة. أهداف المنظمة
 «... لتوسيع نطاق المعرفة الأساسية في المنطقة، وتعزيز البحوث حول المشاكل العالمية والإقليمية ذات الأهمية العلمية الراهنة، وعلى استخدام هذه المنطقة كنقطة انطلاق أو قاعدة تنطلق منها لدعم البحوث.» 
برنامج الولايات المتحدة في أنتاركتيكا، الذي تموله مكتب البرامج القطبية في المؤسسة الوطنية للعلوم، إلا أنها تدعم البحوث التي يمكن القيام به على وجه الحصر في أنتاركتيكا أو ما يمكن القيام به من أنتاركتيكا.
حاليا البرنامج يمتلك على 3 محطات بحوث على مدار السنة في القارة القطبية الجنوبية (محطة ماك موردو، محطة أمندسن سكوت، ومحطة بالمر)، فضلا عن العديد من المعسكرات الميدانية الموسمية. بالإضافة إلى ذلك، يمتلك البرنامج سفنا للأبحاث التي تبحر في مياه البحر الجنوبي.

## وصلات خارجية
- برنامج الولايات المتحدة في أنتاركتيكا
- شمس أنتاركتيكا